# Herbie Blash

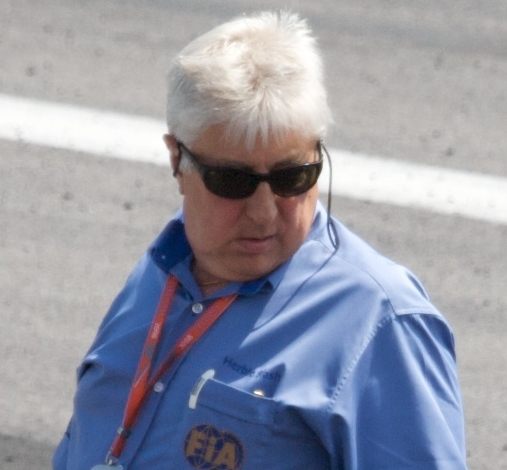
Herbie Blash (2008)

Michael „Herbie“ Blash (* 30. September 1948) ist ein britischer Motorsportfunktionär und war bis 2016 stellvertretender Renndirektor der FIA bei Formel-1-Rennen. Blash begann seine berufliche Laufbahn als Mechaniker in unterschiedlichen Automobilrennställen; später übernahm er auch Managementaufgaben, die er bis 1988 ausübte. Ab Ende 1995 war Blash stellvertretender Renndirektor der FIA bei Formel-1-Rennen.

## Karriere
Im Alter von 17 Jahren begann Blash als Mechaniker beim RRC Walker Racing Team. Er arbeitete neben Jo Siffert und Jo Bonnier, die bereits Erfahrung in der Formel 1 hatten. Im Jahre 1968 wurde Blash Mechaniker von Graham Hill bei Lotus, bevor er ein Jahr später mit Jochen Rindt zusammenarbeitete. Nach dem Tode Rindts, der im Qualifying zum Großen Preis von Italien verunglückt war, begann Blash damit, Managementaufgaben bei Lotus zu übernehmen. 2010 erklärte Blash: „(Der Lotus-Gründer) Colin Chapman war der liebe Gott für uns“. Blash verlangte von seinen Mitarbeitern stets Einsatz bis zur Selbstaufgabe. Er sagte: „Ich begann meine Arbeit bei Lotus montags morgens und sah meine Wohnung erst am Mittwochnachmittag“.
Nachdem es bei Lotus zu einem Streik gekommen war, verließ er zusammen mit weiteren Mitarbeitern den Rennstall. Blash wechselte zunächst zu Frank Williams Racing Cars, einem unterfinanzierten privaten Rennstall.
1973 wurde er zusammen mit Bernie Ecclestone und Gordon Murray Team-Manager bei Brabham. Diese Position hatte er bis 1988 inne. In seine Zeit bei Brabham fielen die beiden WM-Titel von Nelson Piquet 1981 und 1983. Als der Rennstall im Herbst 1989 an den Zürcher Devisenmakler Joachim Lühti (siehe Referenz) verkauft wurde, ging Blash vorübergehend zur FOCA. Nachdem Lühti wegen Wirtschaftsdelikten verhaftet worden war, kaufte die japanische Middlebridge Group das Team, und Blash kehrte als Sportlicher Direktor zum neuformierten Team zurück. Seine Rolle half ihm dabei, 1991 einen exklusiven Motorenvertrag mit Yamaha abzuschließen. Die Verbindung hielt allerdings nur ein Jahr, da sich Brabham zu dieser Zeit in erheblichen wirtschaftlichen Schwierigkeiten befand. Mitte 1992 wechselte Blash zu Yamaha und bekleidete dort die Funktion des Sportlichen Direktors. In dieser Zeit betreute er die Yamaha-Kunden Jordan (1992) und Tyrrell (ab 1993). Gleichzeitig arbeitete er für Activa, eine Tochtergesellschaft Yamahas, die ihren Sitz in der alten Brabham-Fabrik in Chessington hatte und sich mit der Erforschung und Entwicklung für die Rennsport-Industrie beschäftigt.
Von 1996 bis 2016 war Blash Stellvertretender Renndirektor der FIA bei Formel-1-Rennen.